# Mount Kirkpatrick
Der Mount Kirkpatrick, auch Mount Kilpatrick, ist ein eisfreier Berg in Antarktika, sechs Kilometer westlich des Mount Dickerson. Mount Kirkpatrick ist mit 4528 Metern die höchste Erhebung in der Königin-Alexandra-Kette (Queen Alexandra Range) und zugleich der höchste Gipfel des gesamten Transantarktischen Gebirges. 
Der Berg wurde von einer vierköpfigen Mannschaft um den britischen Polarforscher Ernest Shackleton beim Marsch Richtung geographischer Südpol während der Nimrod-Expedition (1907–1909) entdeckt und nach Alexander Bryce Kirkpatrick (1865–unbekannt) benannt, einem Geschäftsmann aus Glasgow, der die Expedition finanziell unterstützt hatte.

## Fossilfunde am Mount Kirkpatrick

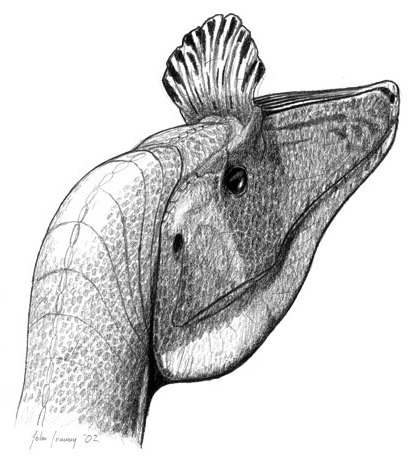
Kopf von Cryolophosaurus ellioti

Im Jahre 1994 veröffentlichten William R. Hammer und William J. Hickerson die wissenschaftliche Beschreibung des theropoden Dinosauriers Cryolophosaurus ellioti. Dessen Fossilien waren 1991 von einer von dem US-amerikanischen Professor Hammer geleiteten Forschergruppe in etwa 4100 Meter Höhe am Hang des Mount Kirkpatrick im vulkanischen Siltstein der Hanson-Formation gefunden worden. 2003 wurden weitere Überreste entdeckt, insgesamt bargen die Expeditionsteilnehmer etwa die Hälfte des Skeletts. Der etwa sechs Meter lange, fleischfressende Cryolophosaurus lebte während des Unterjura (Pliensbachium) vor etwa 190 Mio. Jahren, als der heutige antarktische Kontinent noch einen Teil des südlichen Superkontinents Gondwana bildete und das Klima wesentlich milder war. Somit ist er der älteste Vertreter der Tetanurae, der Dinosauriergruppe, der die meisten Theropoden angehören. Er ist der erste Dinosaurier, der in Antarktika gefunden und wissenschaftlich beschrieben wurde. Der Name „Cryolophosaurus“, der etwa „gefrorene Kammechse“ bedeutet, bezieht sich sowohl auf die ungewöhnliche Fundsituation als auch auf einen „Kamm“ auf der Nasale, einen Knochen entlang der Schädelmitte oberhalb des Oberkiefers. Neben Cryolophosaurus fanden Hammer und sein Team noch weitere Überreste von Dinosauriern, so 2004 die Knochen eines ursprünglichen, massospondyliden Prosauropoden. Weitere zu Tage getretene Fossilien sind ein einzelner Zahn vom rechten Unterkiefer eines Tritylodontiden und der Oberschenkel eines Flugsauriers.